# Гомес, Хосе Орасио
Хосе Орасио Гомес (исп. José Horacio Gómez; род. 26 декабря 1951, Монтеррей, Мексика) — американский прелат. Титулярный епископ Белали и вспомогательный епископ Денвера со 23 января 2001 по 29 декабря 2004. Архиепископ Сан-Антонио с 29 декабря 2004 по 6 апреля 2010. Коадъютор архиепископа Лос-Анджелеса с 6 апреля 2010 по 27 февраля 2011. Архиепископ Лос-Анджелеса с 1 марта 2011.